# Datzeroth

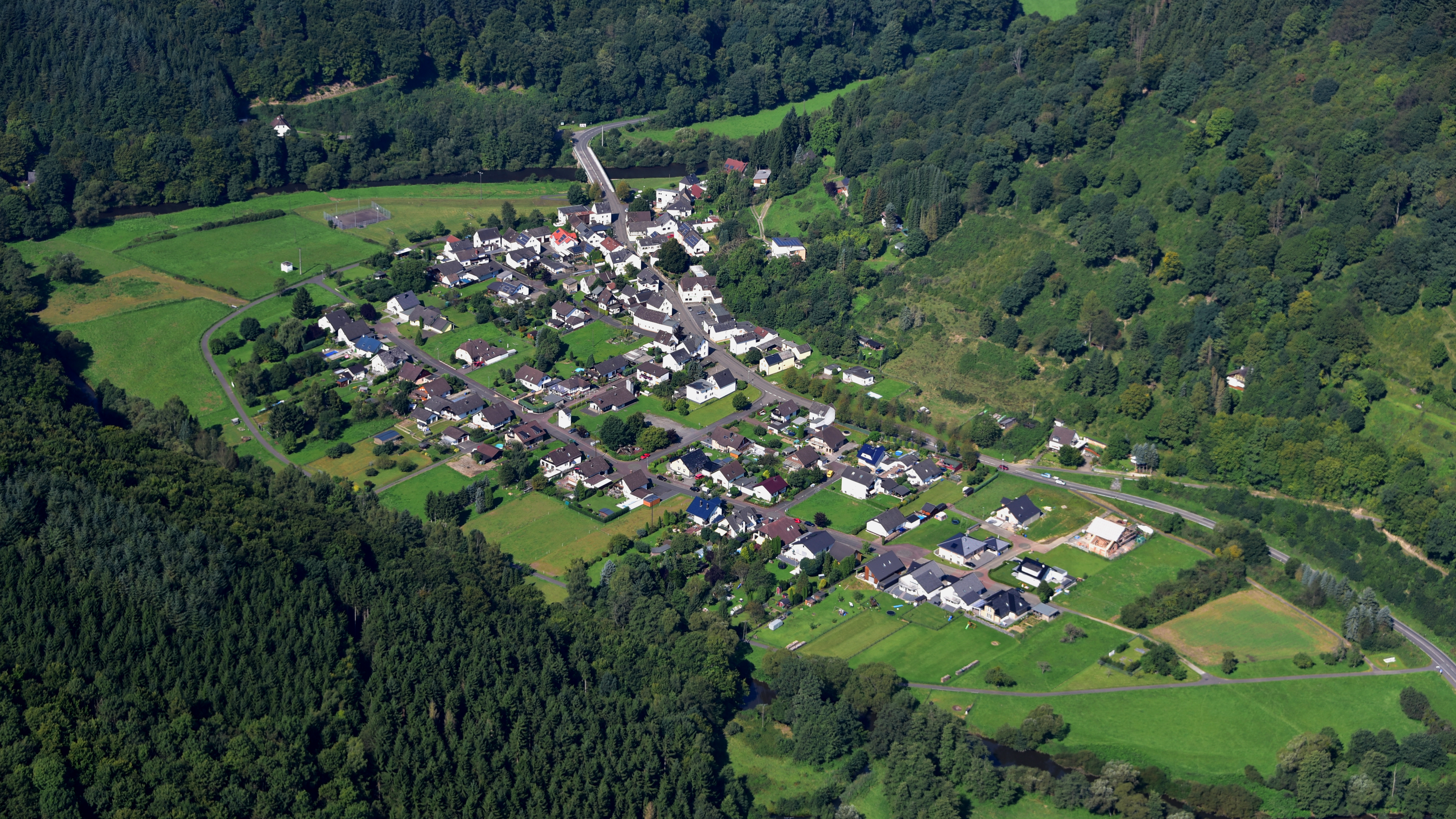
Datzeroth, Luftaufnahme (2017)

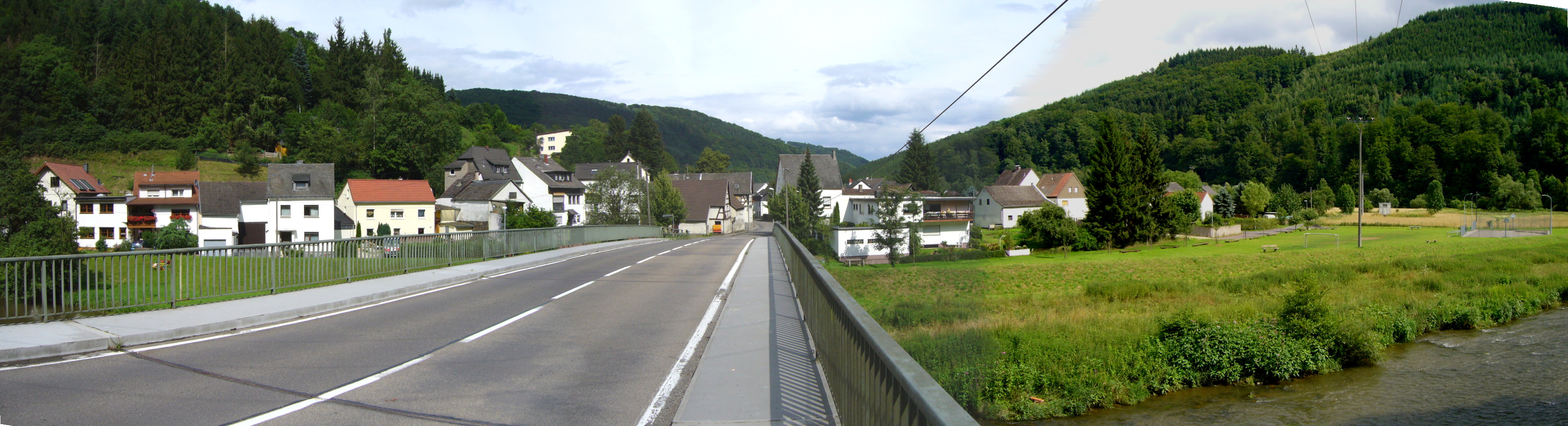
Blick auf Datzeroth

Datzeroth ist eine Ortsgemeinde im Landkreis Neuwied im Norden von Rheinland-Pfalz. Sie gehört der Verbandsgemeinde Rengsdorf-Waldbreitbach an.

## Geographie

### Lage
Der Ort liegt im Naturpark Rhein-Westerwald an der Wied, fünf Kilometer südsüdöstlich von Waldbreitbach. Östlich von Datzeroth mündet der Dombach in die Wied, südlich erhebt sich der Friedrichsthaler Kopf (268 m ü. NHN).

### Gemeindegliederung
Wohnplätze der Ortsgemeinde Datzeroth sind Forsthaus Friedrichsthal und Haus Grenzelberg. Der Name des südöstlich von Datzeroth liegenden Forsthauses Friedrichsthal geht auf den Gründer der Stadt Neuwied, Graf Friedrich III. zu Wied, zurück. Außerdem gehört zu Datzeroth der nördlich liegende Campingplatz Seiferts-Au, benannt nach einem Hofmann des nahgelegenen ehemaligen Klosterhofs.

## Geschichte

### Urkunden
Datzeroth wird im Jahre 1219 ersterwähnt. Der Trierer Erzbischof und Kurfürst Dietrich von Wied (1212–1242) beendete in diesem Jahr einen Streit zwischen Wilhelm von Ouch und den Einwohnern zu Datzeroth (Dazinrod) einerseits sowie den Augustinerinnen des Klosters St. Thomas zu Andernach andererseits. Dabei wird der Dingvogt (dincvoit, d. h. Abgaben) den Klosterfrauen zugesprochen. Letztere unterhielten am Nonnenbach (Hunninbac) im Grenzelberg (Cruntzelenberc) schon 1152 einen Klosterhof mit einer Kapelle. Der Klosterbesitz erstreckte sich weitgehend auf den Ort und das Umland von Datzeroth. Auch 1242 waren beachtliche Waldstücke (Gruelsifen) zwischen Datzeroth und den Klosterleuten zu Grenzelberg strittig.
Die Datzerother Einwohner Heinfried und Heinrich erklären am 5. April 1297, dass sie ihre Rechte an der Waldmark den Andernacher Augustinerinnen abtreten. Graf Johann IV. zu Wied (1535–1581) schloss am 28. April 1557 vor dem reformatorischen Hintergrund mit den Frauen vom Grenzelberg einen Vertrag, der die strittigen Fragen des Datzerother Hundestalls und der Güter zu Kurtscheid regelte. Diese Streitsache war auch vor dem Hofgericht zu Segendorf und dem Reichskammergericht anhängig gewesen. Zum Besitz der Grenzelberger Augustinerinnen gehörten bis zur Reformation auch die Seiferts-Au und das auf der rechten Seite der Wied an der Gemeindegrenze zu Niederbreitbach gelegene ehemalige Forsthaus Nonnenbach.

### Wüstung Ouch und Schloss Friedrichstal
Dort wo heute das Forsthaus Friedrichstal steht, befand sich seit dem 13. Jahrhundert der Weiler Ouch (später Auch, Auche), der Sitz eines Rittergeschlechts war. Im Jahre 1219 wurde ein Wilhelm von Ouch erstmals urkundlich erwähnt. Der Weiler wurde im Dreißigjährigen Krieg zerstört, 1623 wurde Ouch zum letzten Mal erwähnt. Graf Friedrich III. zu Wied (1634–1698) baute in den 1640er Jahren an dieser Stelle ein Jagdschloss. Dieses Schloss wurde im 19. Jahrhundert niedergelegt. Bis Anfang des 2010er-Jahrzehnts stand dort das Fürstlich-Wiedische Forsthaus Friedrichstal.

### Kirche und Schule
Kirchlich gehörte Datzeroth bis in die Reformationszeit zu Feldkirchen, heute ein Stadtteil von Neuwied. Dort befand sich auch der zuständige Friedhof. Ab 1400 bis 1575 hatten die Deutschherren in Waldbreitbach die Zehntrechte inne. Die kirchliche Zugehörigkeit lag in der Folge der Reformation zeitweise in Rengsdorf (ab 1583 bis 1745), zeitweise in Altwied (ab 1747). In der Zeit der Befreiungskriege (1813) mussten die Datzerother 800 Kosaken unterhalten. Im August 1820 wird erstmals eine Holzbrücke über die Wied errichtet. Die Einwohnerzahl wird 1843 mit 302 Seelen angegeben. Datzeroth hat nie eine eigene Kirche oder Kapelle aufgewiesen. Heute gehören die Einwohner von Datzeroth zur Evangelischen Kirchengemeinde in Altwied (Kirchenkreis Wied der Evangelischen Kirche im Rheinland) bzw. zur Katholischen Pfarrgemeinde St. Laurentius in Niederbreitbach (Dekanat Rhein-Wied im Bistum Trier).
Ab 1817 gab es in Datzeroth eine Evangelische Elementarschule. Der schulische Neubau von 1854 bestand bis 1911, als mit staatlichen Geldern beachtliche Änderungen vorgenommen wurden. 1966 wurde diese Dorfschule in Datzeroth wegen einer bevorstehenden Verwaltungsreform aufgelöst. Der erste Lehrer war Görg Matthias Fackert (um 1820), der letzte Lehrer hieß Gerhard Tröger. Heute gehen die Kinder von Datzeroth in die Neuerburg-Grundschule in Niederbreitbach, die weiterführenden Schulen sind die Deutschherrenschule in Waldbreitbach sowie die Realschulen und Gymnasien in Neuwied und Neustadt (Wied).

### Gemeinde
Datzeroth gehörte zur Grafschaft Wied, ab 1784 zum Fürstentum Wied-Neuwied. Im Mittelalter war Datzeroth Teil des Burgfriedens der Burg Wied (heute Altwied). Ab 1734 stand der Ort unter der Heddesdorfer Verwaltung. Im Jahre 1806 kam Datzeroth zum Herzogtum Nassau und 1815 zu Preußen. Bis 1848 war der Ort Teil des Standesherrlichen Kreises Neuwied. Im Jahre 1970 wurde die Zugehörigkeit der Ortsgemeinde Datzeroth zur neu eingeführten Verbandsgemeinde Waldbreitbach angeordnet, die das vorherige Amt Neuerburg als Gebietskörperschaft ablöste. Mit Auflösung der Verbandsgemeinde Waldbreitbach am 1. Januar 2018 kam die Gemeinde zur Verbandsgemeinde Rengsdorf-Waldbreitbach.

### Bevölkerungsentwicklung
Die Entwicklung der Einwohnerzahl von Datzeroth, die Werte von 1871 bis 1987 beruhen auf Volkszählungen:
| Jahr | Einwohner |
| ---- | --------- |
| 1815 | 123       |
| 1835 | 131       |
| 1871 | 141       |
| 1905 | 156       |
| 1939 | 129       |
| 1950 | 148       |
| 1961 | 150       |

| Jahr | Einwohner |
| ---- | --------- |
| 1970 | 159       |
| 1987 | 149       |
| 1997 | 228       |
| 2005 | 237       |
| 2011 | 236       |
| 2017 | 241       |
| 2022 | 315       |

## Politik

### Gemeinderat
Der Gemeinderat in Datzeroth besteht aus acht Ratsmitgliedern, die bei der Kommunalwahl am 9. Juni 2024 in einer Mehrheitswahl gewählt wurden, und der ehrenamtlichen Ortsbürgermeisterin als Vorsitzender. Bei der Wahl 2024 stieg die Anzahl der Ratsmitglieder von sechs auf acht, da sich die Einwohnerzahl von Datzeroth auf über 300 erhöht hat.

### Ortsvorsteher und Ortsbürgermeister
- Wilhelm Linn (1887–1919)
- Christian Börder (1919–1925)
- Friedrich Runkel (1925–1933)
- Friedrich Pinnhammer (1933–1945)
- Wilhelm Rörig (1945–1948)
- Friedrich Runkel (1948–1969)
- Georg Börder (1969–1974)
- Fritz Müller (1974–1984)
- Dieter Zahn (1984–1989)
- Günter Rörig (1989–1999)
- Dieter Zahn (1999–2009)
- Kirsten Hardt (2009–2024)
- Natascha Berg (seit 2024)

Bei der Direktwahl am 26. Mai 2019 wurde Kirsten Hardt mit einem Stimmenanteil von 94,24 % für weitere fünf Jahre in ihrem Amt bestätigt. Bei der Direktwahl am 9. Juni 2024 trat sie nicht erneut an. Natascha Berg konnte sich mit 71,2 % gegen einen weiteren Mitbewerber durchsetzen und wurde am 2. Juli 2024 zur Ortsbürgermeisterin ernannt.

### Gebietsreform 1970
Die Gemeinde Datzeroth gehörte bis 1970 zur Verbandsgemeinde Niederbieber-Segendorf, welche im Rahmen der mit Wirkung vom 8. November 1970 ausgeführten Gebietsreform in Rheinland-Pfalz aufgelöst wurde. Mit gleichem Datum wurde Datzeroth der Verbandsgemeinde Waldbreitbach zugeordnet, die zum 1. Januar 2018 in die Verbandsgemeinde Rengsdorf-Waldbreitbach übergegangen ist.

### Wappen
| Wappen von Datzeroth | Blasonierung: „Unter silbernem mit blauem Wellenbalken belegten Schildhaupt grüner, mit silbernem Stab gespaltener Schild; vorne goldenes Eichenblatt mit zwei Eicheln, hinten goldene Sichel.“                                                                        |
| Wappen von Datzeroth | Wappenbegründung: Der Wellenbalken symbolisiert die Lage des Ortes im Wiedbachtal, Eichenblatt und grüne Farbe die waldreiche Umgebung, die Sichel Ackerbau und Wiesengelände. Das Wappen wurde am 31. August 1966 rechtsgültig nach einem Entwurf von A. Brust, Kirn. |

### Bauwerke
In der Denkmalliste des Landes Rheinland-Pfalz (Stand: 2024) werden folgende Kulturdenkmäler genannt:
- Vierbogige Straßenbrücke aus Bruchstein (1909)
- Hofanlage aus dem 18. Jahrhundert

Siehe auch: Liste der Kulturdenkmäler in Datzeroth

## Verkehr
Datzeroth liegt an der Landesstraße 255. Es gibt eine Busverbindung in Richtung Neuwied und in Richtung Neustadt (Wied).
Der nächste Bahnhof ist der Bahnhof Neuwied an der rechten Rheinstrecke.

## Persönlichkeiten
- Heinrich Runkel (1862–1938), Politiker (DVP), geboren in Datzeroth